# Hemigraphis baracatanense
Hemigraphis baracatanense là một loài thực vật có hoa trong họ Ô rô. Loài này được Elmer mô tả khoa học đầu tiên năm 1915.